# Dezzo

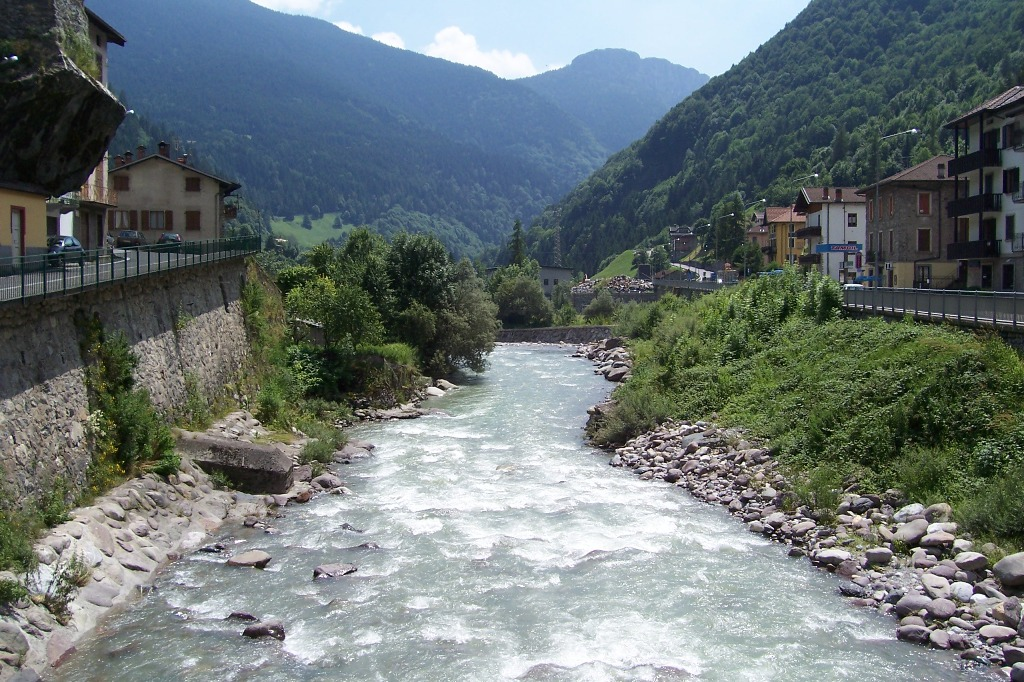
Torrente Dezzo a Dezzo

Il Dezzo (Decc nella variante scalvina del dialetto bergamasco) è un torrente della Lombardia lungo 36 km.
Nasce dalle Alpi Orobie a 1508 metri, nella zona dei Campelli, nel territorio del comune di Schilpario, in Provincia di Bergamo. Forma la Valle di Scalve e confluisce da destra nell'Oglio a Darfo Boario Terme (Corna), in Provincia di Brescia.
I principali centri bagnati dal Dezzo sono Schilpario e Angolo Terme. Affluente principale è il Gleno, che confluisce presso Vilminore di Scalve. La larghezza del fiume è dai 5 ai 25 metri, la profondità media è di 0,5 metri; la portata è pressoché perenne per tutto l'anno.
Il Dezzo, sfruttato per la produzione di energia da fonte idroelettrica, è un fiume alluvionale di origine post-glaciale recente. Le sue acque sono limpide e abbastanza pulite. Tra le specie ittiche, ad oggi non minacciate dall'inquinamento, vi sono: la trota iridea, il salmerino di fonte e la trota fario (la più diffusa).